# Critics’ Choice Movie Award/Beste Darstellerin in einem Fernsehfilm
Nur im Jahr 2002 wurde bei den BFCAA die beste Darstellerin in einem Fernsehfilm des vergangenen Filmjahres geehrt.

## Preisträger
| Jahr | Preisträger | Film                                      |
| 2002 | Judy Davis  | Life with Judy Garland: Me and My Shadows |